# Megaloctena buxivora
Megaloctena buxivora là một loài bướm đêm trong họ Noctuidae.